# Os 14 Grandes Sucessos de Angélica
Os 14 Grandes Sucessos de Angélica é a primeira coletânea musical da cantora e apresentadora brasileira Angélica, lançada em 1996, pela gravadora Globo/Columbia. O álbum foi relançado três vezes com títulos e capas diferentes: Os Maiores Sucessos de Angélica (1997), As Melhores (1997) e Brilhantes (1999). Nesses relançamentos, algumas faixas foram substituídas por músicas mais recentes.
Com direção artística de Aramis Barros, que também selecionou as canções, o álbum reúne 14 faixas que marcaram a carreira fonográfica da artista, refletindo sua capacidade de seguir as tendências musicais da época. Inclui sucessos como "Vou de Táxi", "Eu Digo Sim", e "Tic Tac", e regravações de hits como "Beat Acelerado" do grupo Metrô e "Me Dá um Beijinho" com o grupo Kaoma.   
A coletânea foi bem recebida pela crítica especializada, com resenhas positivas que destacaram sua oportunidade de aproveitar a popularidade crescente de Angélica na TV Globo para reavivar sua carreira musical.

## Produção e gravação
Aramis Barros foi o responsável por selecionar as canções que iriam compor as 14 faixas do álbum. Ele também foi o responsável pela direção artística.
As fotos escolhidas são de Marcelo Faustini, e o projeto gráfico de Julio Lapenne e Avatar, sob coordenação gráfica de Marcelo (Pena) Carvalho.

### Seleção de faixas
O álbum reúne 14 canções expressivas da carreira fonográfica da cantora, que sempre seguiu a modernidade e as tendências em seus lançamentos. Quando o pop nacional ditava o ritmo das paradas, Angélica regravou "Beat Acelerado", primeiro hit do meteórico grupo Metrô. Quando a lambada virou moda, Angélica uniu sua voz a do grupo Kaoma em "Me dá um beijinho". Quando a onda era o funk de Latino, a artista fez um dueto com o cantor: "Sonhos", faixa que une ambos, e fecha o CD.
Estão inclusas: o maior sucesso de Angélica, "Vou de Táxi"; e faixas de quando ela conciliava a carreira enquanto era apresentadora da Rede Manchete, tais como: "Eu Digo Sim" (de seu álbum de estreia de 1988), "Tic Tac" (do álbum Angélica (1989)), "Amor Amor" (do álbum Angélica (1991)), e "Blue Jeans" (de Angélica (1992)).
Maiores omissões incluem canções de sucesso de sua carreira enquanto apresentadora do Sistema Brasileiro de Televisão (SBT), fase na qual lançava faixas com teor mais romântico e adolescente, como: "Flecha de Amor", que chegou a fazer sucesso na MTV Brasil, e "Angelical Touch", que serviu como trilha dos comerciais de televisão de seu perfume de O Boticário, e do filme Uma Escola Atrapalhada, no qual também atua.

## Relançamentos
O disco foi relançado três vezes com capas diferentes. A primeira, em 1997, intitulada Os Maiores Sucessos de Angélica. A segunda, como As Melhores. A terceira, com o título Brilhantes. Nesses relançamentos, três faixas foram substituídas por músicas mais recentes da época: "Flecha de Amor", "Big Bom" e "Chocolate" que substituíram "Me Dá um Beijinho", "Coração Encantado" e "Exército do Surf".

## Recepção crítica
| Críticas profissionais | Críticas profissionais |
| Avaliações da crítica  | Avaliações da crítica  |
| Fonte                  | Avaliação              |
| ---------------------- | ---------------------- |
| O Globo                | Favorável              |

As resenhas da crítica especializada foram favoráveis.
O crítico de música Mauro Ferreira, do jornal O Globo, afirmou que a carreira musical da artista era irregular. Pontuou que o projeto era oportuno para aproveitar a crescente popularidade da apresentadora, pois a projeção massificada de sua nova emissora poderia ajudá-la a repetir o começo promissor de sua carreira fonográfica.

## Desempenho comercial
A primeira reedição do álbum, intitulada Os Maiores Sucessos de Angélica, foi lançada junto com o álbum Angélica (1997), numa caixa com os dois CDs, e teve uma tiragem limitada de 10 mil cópias.

## Lista de faixas

### Os 14 Grandes Sucessos de Angélica
- Créditos adaptados do CD Os 14 Grandes Sucessos de Angélica, de 1996.[2]

| Os 14 Grandes Sucessos de Angélica |                                             |                                                                                 |         |  |
| N.º                                | Título                                      | Compositor(es)                                                                  | Duração |  |
| 1.                                 | "Vou de Táxi"                               | Etienne Roda Gil / Frank Langoff- Vs: Aloysio Reis Biafra                       | 3:20    |  |
| 2.                                 | "Bye que Bye Bye Bye"                       | Jim Morrison / Robby Krieger / Ray Manzarek / John Densmore-Vs: Cláudio Rabello | 3:35    |  |
| 3.                                 | "Me Dá Um Beijinho" (Participação de Kaoma) | Ed Wilson / Carlos Pedro                                                        | 4:27    |  |
| 4.                                 | "Ooh La La (Eu Vou Ganhar Você)"            | M. Starr- Vs: Edgar Poças                                                       | 4:12    |  |
| 5.                                 | "O Calhambeque"                             | Gwen / John D. Loudermilk - Vs: Erasmo Carlos                                   | 3:10    |  |
| 6.                                 | "Coração Encantado"                         | Michael Sullivan / Paulo Massadas                                               | 4:10    |  |
| 7.                                 | "Beat Acelerado"                            | Yann / Vicemte França / Alec                                                    | 4:24    |  |
| 8.                                 | "Blue Jeans"                                | Evandro Mesquita / Vinicíus Cantuária                                           | 4:24    |  |
| 9.                                 | "Eu Digo Sim"                               | Ed Wilson / C. Pedro / Paulo Ricardo                                            | 3:45    |  |
| 10.                                | "Tic Tac"                                   | Dudu França / César Rossini                                                     | 3:22    |  |
| 11.                                | "Vou Ficar"                                 | Chico Roque / Paulo Sérgio Valle                                                | 3:55    |  |
| 12.                                | "Amor Amor"                                 | Peter Columbus / Oliver Kels / Mychal Sampson-Vs: Edigar Poças                  | 4:18    |  |
| 13.                                | "Exército do Surf"                          | Mogol / Pataccini- Vs:Neusa de Souza                                            | 3:44    |  |
| 14.                                | "Sonhos" (Participação de Latino)           | Latino                                                                          | 4:26    |  |

### Relançamentos
- Créditos adaptados dos CDs: Os Maiores Sucessos de Angélica [1997], As Melhores [1997] e Brilhantes [1999].[12][13][14]

| Faixas dos relançamentos |                                                 |                                                                                 |         |  |
| N.º                      | Título                                          | Compositor(es)                                                                  | Duração |  |
| 1.                       | "Vou de Táxi"                                   | Etienne Roda Gil / Frank Langoff- Vs: Aloysio Reis Biafra                       | 3:20    |  |
| 2.                       | "Bye que Bye Bye Bye"                           | Jim Morrison / Robby Krieger / Ray Manzarek / John Densmore-Vs: Cláudio Rabello | 3:35    |  |
| 3.                       | "Big Bom"                                       | Edu Cristófaro                                                                  | 4:00    |  |
| 4.                       | "Ooh La La (Eu Vou Ganhar Você)"                | M. Starr- Vs: Edgar Poças                                                       | 4:12    |  |
| 5.                       | "Apaixonados" (Participação de Maurício Mattar) | Sullivan / Falcão                                                               | 4:10    |  |
| 6.                       | "Flecha de amor"                                | Vinícius Cantuária, Evandro Mesquita                                            | 4:10    |  |
| 7.                       | "Beat Acelerado"                                | Yann / Vicemte França / Alec                                                    | 4:24    |  |
| 8.                       | "Blue Jeans"                                    | Evandro Mesquita / Vinicíus Cantuária                                           | 4:24    |  |
| 9.                       | "Eu Digo Sim"                                   | Ed Wilson / C. Pedro / Paulo Ricardo                                            | 3:45    |  |
| 10.                      | "Tic Tac"                                       | Dudu França / César Rossini                                                     | 3:22    |  |
| 11.                      | "Vou Ficar"                                     | Chico Roque / Paulo Sérgio Valle                                                | 3:55    |  |
| 12.                      | "Amor Amor"                                     | Peter Columbus / Oliver Kels / Mychal Sampson-Vs: Edigar Poças                  | 4:18    |  |
| 13.                      | "Chocolate"                                     | Augusto CésarPaulo Sérgio Valle                                                 | 3:26    |  |
| 14.                      | "Sonhos" (Participação de Latino)               | Latino                                                                          | 4:26    |  |